# Fortaleses de Pambamarca
Pambamarca és un conjunt arqueològic amb moltes ruïnes de pucarás i altres construccions inques i cayambes. Les fortaleses van ser construïdes a la fi del segle xv durant la conquesta incaica dels cayambes, els quals s'oposaven a la seua expansió pels Andes de l'actual nord de l'Equador. Les fortaleses de Pambamarca són al cantó Cayambe, a la província de Pichincha, a uns 32 quilòmetres al nord-oest de Quito.
El 1998, les ruïnes de Pambamarca entraren en la Llista Provisional de llocs de Patrimoni de la Humanitat de la UNESCO.

## Faccions bel·ligerants

### Caranquis
En el segle xv, les persones que habitaven al nord de Quito s'organitzaven en cacicats, aparentment semblants en llengua i cultura però competitius entre si i sovint implicats en guerres internes. Els més prominents eren el cacicat de Caranqui, el de Cayambe, el de Kichwa Otavalo, i el de Cochasquí. País Caranqui és el nom col·lectiu sovint utilitzat per a descriure'ls tots, malgrat que el cacicat de Caranqui pot no haver-ne estat el més poderós. Es calcula que la població preinca del País Caranqui era d'entre 100.000 i 150.000 persones. Fou sobretot el de Cayambe qui s'enfrontà als inques en les Fortaleses de Pambamarca.

### Inques
L'emperador futur Túpac Yupanqui (que regnaria entre c. 1471 i 1493) començà la conquesta d'actual Equador en la dècada dels 1460. Malgrat haver trobat una resistència fèrria de la Confederació cañari, arribà a estendre els seus dominis tan al nord com fins a Quito. El seu fill Huayna Cápac (que regnà entre 1493 i 1525) va passar gairebé tot el seu regnat completant la conquesta del nord de l'Equador, i la primera barrera important per a tal projecte era la defensa dels Cayambes dels vessants de la Muntanya Pambamarca.
Aparentment, la lluita per Pambamarca durà uns anys i va acabar amb la victòria inca, possiblement al voltant del 1505. Després, els inques conquistaren el nord de l'Equador, tingueren una victòria final sobre el Caranqui a la llacuna de Yahuarcocha, segurament ja al 1520. La lluita per aquests territoris va ser molt intensa, tal com ho indica el fet que 106 de 184 pucaras inques coneguts són al nord de l'Equador, una àrea relativament petita comparada amb la resta de l'imperi.

## El jaciment

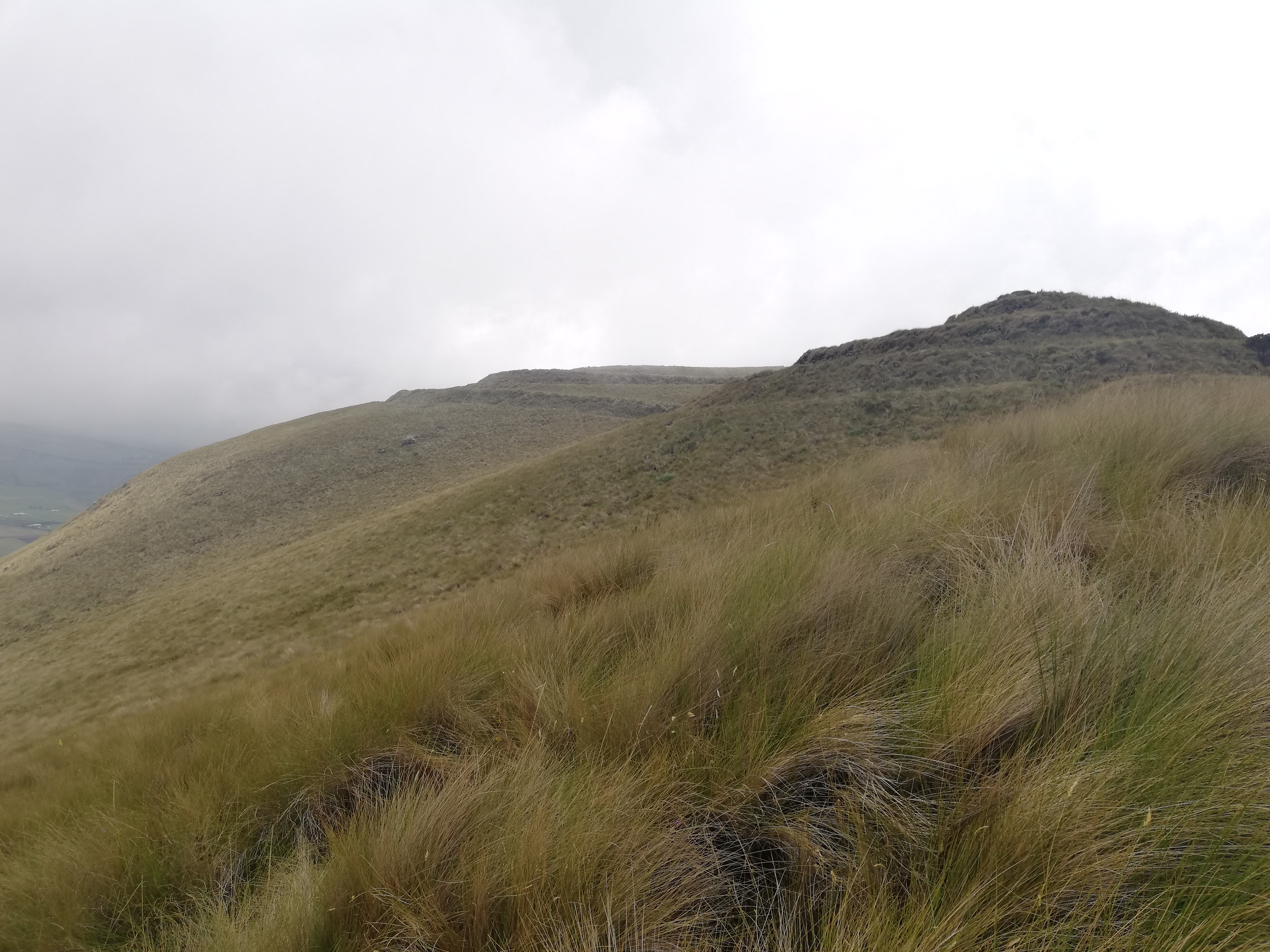
Pucará de Quitoloma

Pambamarca consta de 14 pucarás inques i estructures relacionades, escampats en un arc de 8 km de llarg als vessants del Volcà Pambamarca. Els pucarás són en elevacions de 3.300 a 3.780 msnm. A uns 4 km al nord-est dels pucarás inques hi ha el perímetre defensiu Cayambe, que consta de dos pucarás que protegien la vall del riu Pisque i Cayambe. Entre les dues fortaleses hi ha un pucará d'origen incert.
La més coneguda de les fortaleses de Pambamarca és Quitoloma, a l'extrem sud del conjunt, a una elevació de 3.780 m sobre un pujolet. El nivell més alt del lloc té un ushnu i una terrassa emprada per a cerimònies religioses. L'ushnu està envoltat de ruïnes de més de 100 edificis que servien de barraques, qollqa (magatzems) i edificis administratius. L'àrea habitada estava envoltada de tres murs concèntrics, cadascú d'uns 3 m d'alçada, als quals es podia accedir per portes defensades per torres, fossats, i altres estructures defensives. Quitoloma degué ser un centre administratiu i serviria tant per a dur a terme la conquista del País Caranqui com per a defensar la ciutat de Quito i el lloc sagrat del Quinche. Els arqueòlegs hi han trobat armament en grans quantitats, com ara pedres que s'usaren de fones i boles escampades per l'interior dels murs. Un Quapaq Ñan (camí inca) passava per Quitoloma abans de continuar cap a la conca amazònica.